# Vallone di Bourcet
Il Vallone di Bourcet (o Vallone di Bourset) si apre in destra orografica dalla Val Chisone. Inizia a Roreto, frazione di Roure e sale fino al Becco dell'Aquila (2.809 m) e prende il nome dalla frazione Bourcet di Roure, la quale ne costituisce l'abitato principale.

## Caratteristiche
Il vallone si presenta molto tetro ed impervio nella parte bassa. Lungo le sue pareti sono state aperte oltre 30 vie di arrampicata di varia difficoltà, fino al grado 7b. Più in alto il vallone diventa molto più aperto ed adatto alle coltivazioni ed ai pascoli.
Tra le vie di arrampicata presenti nella parte bassa in sinistra idrografica si può ricordare la via ferrata Nicola Ciardelli, dedicata alla memoria del soldato italiano Nicola Ciardelli, caduto a Nassiriya (Iraq) nel 2006. Tale itinerario attrezzato è valutato di difficoltà D (difficile), e non è adatto per persone di bassa statura.
Da segnalare anche il suggestivo e ben conservato bosco del Mourel, di particolare pregio naturalistico, situato sui ripidi pendii che circondano la panoramica Rocca Mourel (1.450 m), sulla quale svetta una croce metallica che risulta illuminata di notte e quindi sempre ben visibile dalla valle principale.

## Come lo si raggiunge
Per raggiungere il vallone si può percorrere la vecchia mulattiera che inizia da Roreto. Superato il Chisone ci si inoltra nel vallone tra ripide pareti. La mulattiera raggiunge prima Chezalet e poi Chasteiran.
In alternativa si percorre la strada carrozzabile che inizia più avanti nella val Chisone e prima dell'abitato di Villaretto.

## Nuclei abitativi

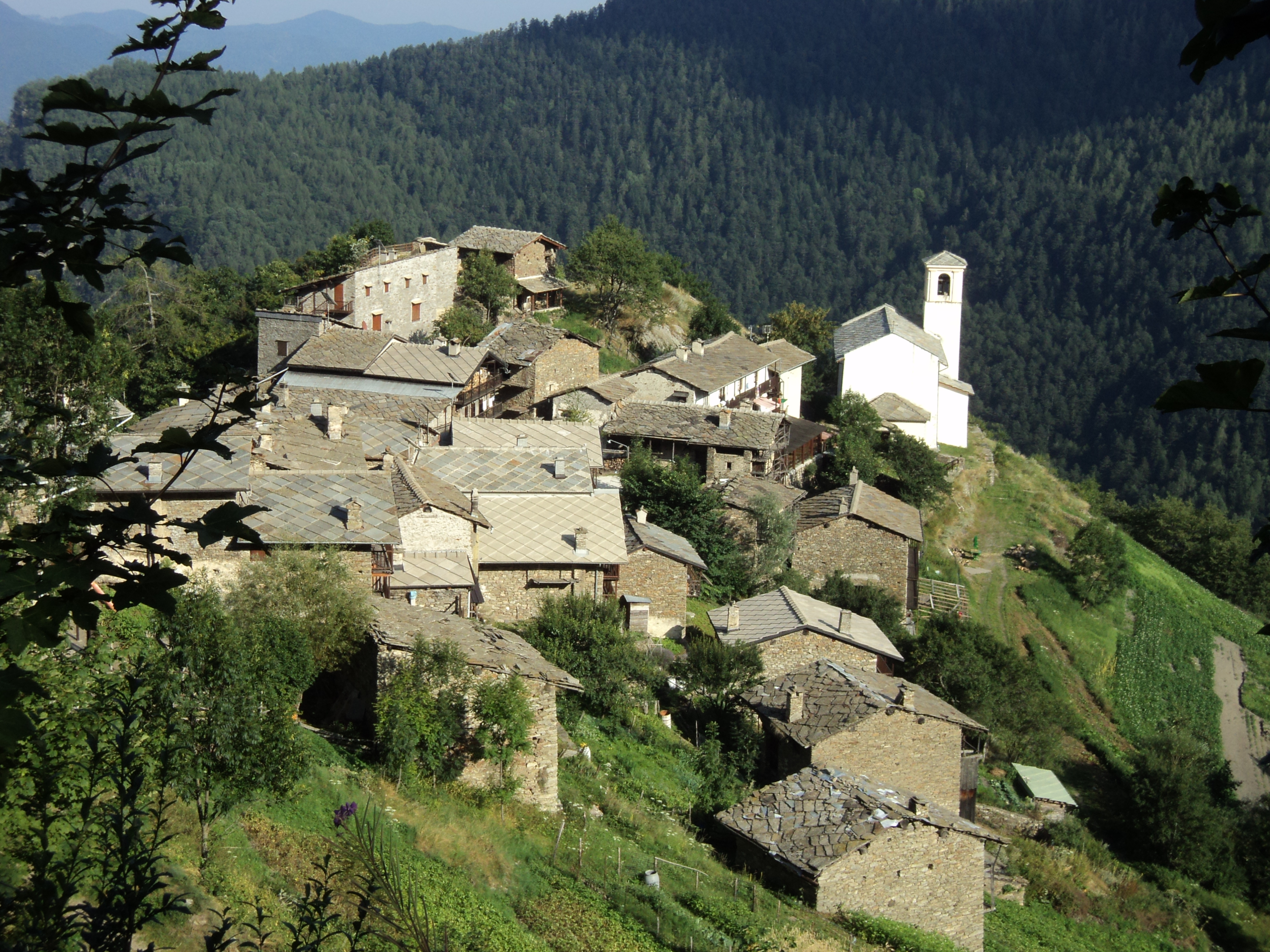
Il nucleo abitativo di Chasteiran.

- Bourcet, detto anche Chasteiran' - 1594 m (1510-1538 m),
- Ajrociour - 1778 m (IGN 1950),
- Bergon,
- Casette - 1487 m,
- Alpe Chaulieres' (o Alpi Cuiliere) - 1843 m,
- Chezale' - 1327 m,
- Colet (o Colletto - 640 m,
- Comba del Torno (o Coumbo dei Tourn)- 1594 m,
- Sappè - 1355 m.

## Rifugio Serafin
Nel nucleo abitativo di Chasteiran si trova il Rifugio Serafin. Il rifugio può essere punto di partenza per le passeggiate in questo vallone particolarmente selvaggio.

## Monti
Le montagne principali che contornano il vallone sono:
- Becco dell'Aquila 2821 m,
- Punta Raccias 2206 m,
- Testa delle Miande 2718 m,
- Punta Midi o Muret 2211 m,
- Rocca Mourel 1450 m,
- Rocca del Gran Bec 1387 m.

## I 12 Apostoli

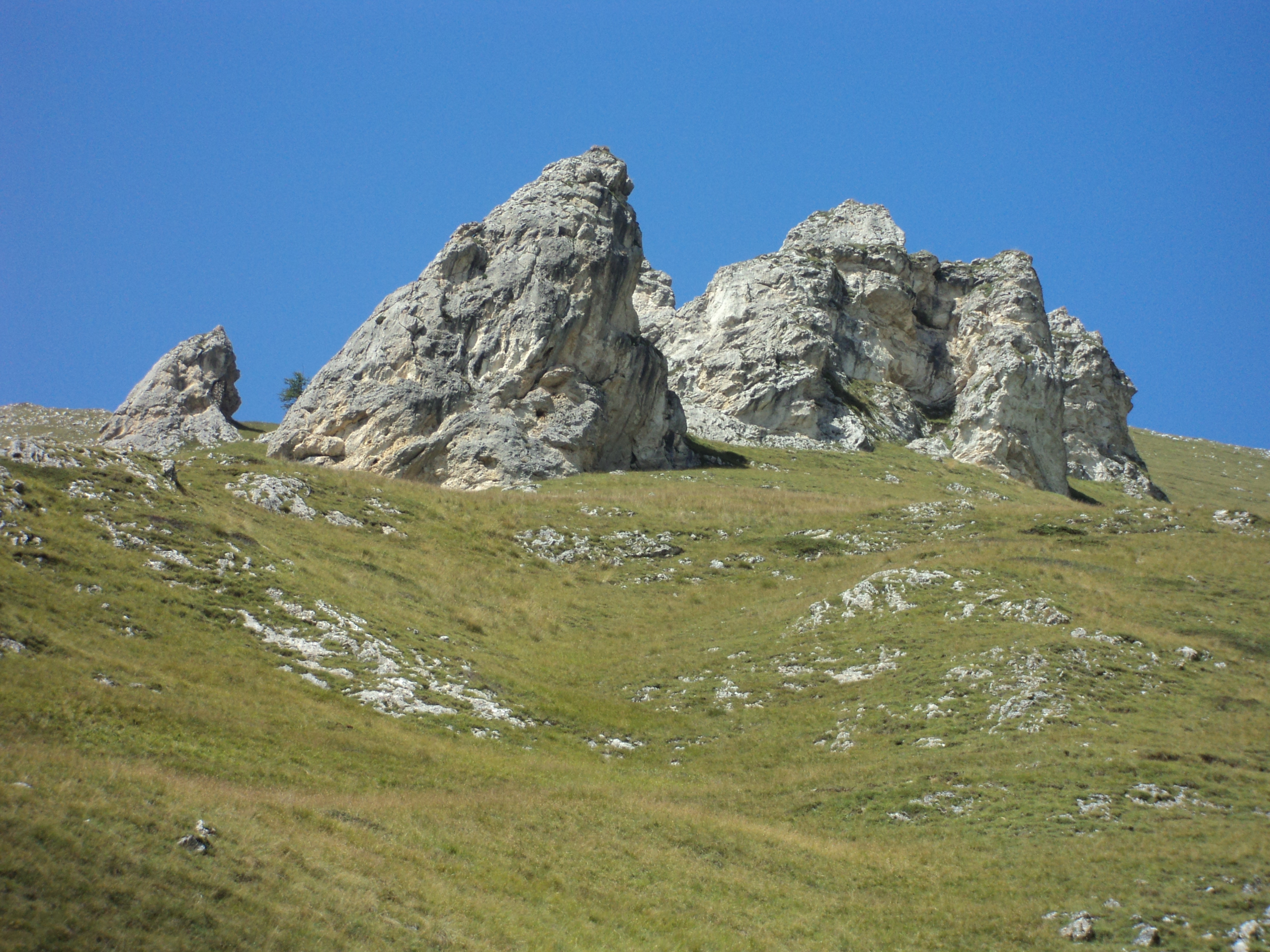
I 12 Apostoli.

Nella parte alta del vallone e sotto le pendici del Becco dell'Aquila si trovano delle conformazioni rocciose denominate I 12 Apostoli di Bourcet. Si tratta di rocce calcaree che si ergono sopra il pendio erboso. Possono essere raggiunti partendo da Chaulieres, ultimo nucleo abitato del vallone.

## Progetto valorizzazione della patata di montagna
Ancora oggi nel vallone si coltiva la patata di montagna come nei tempi passati. Senza aggiunta di concimi i tuberi vengono seminati in primavera e raccolti a settembre, sui terrazzamenti dove vengono coltivate la terra rimane friabile e non da nessun problema di ristagno d'acqua, dando così al prodotto un gusto inconfondibile.
La festa delle patate si svolge a Chasteiran (Bourcet) ogni anno, la prima domenica di autunno.
Nel Vallone di Bourcet sono presenti più di 50 vie di arrampicata.
È inoltre stata allestita la Via Ferrata Nicola Ciardelli, dedicata al maggiore Nicola Ciardelli, artigliere paracadutista deceduto a Nassirya (Iraq) il 27 aprile 2006. Nel 2008 l'ANA di Roure (Associazione Nazionale Alpini sezione di Pinerolo e Roure) e il comune di Roure hanno anche apposto una targa commemorativa in memoria del Tenente degli Alpini Giovanni Vinçon, "Marchese de la Marmolada".